# Centro de interpretación etnológico y arqueológico de Coy
El Centro de interpretación etnológico y arqueológico de Coy es un museo situado en la pedanía que le da nombre, en el municipio de Lorca. Ocupa la planta baja y el patio del albergue municipal de Casa Grande.

## Edificio
Antigua casa solariega del siglo XVIII, con escudo nobiliario, completamente rehabilitada en 1997, conservando sus características originales. El centro para recuperación del patrimonio natural y cultural de la comarca se ubica en la planta baja, la primera y la segunda planta están destinadas al albergue Juvenil Casa Grande. En el espacio museográfico se ha intentado realzar los valores arquitectónicos y etnográficos

## Museo
En una sala se presenta la historia de Coy, y en otra, aspectos arqueológicos con reproducciones de las piezas más significativas halladas en los yacimientos, como el dios Mercurio, o el León de Coy de la Fuentecica del Tío Garrulo. El Mercurio apareció en 1959 cuando se realizaban reformas en el lavadero público, aunque fuentes orales precisan que, en realidad se encontró al hacer una caldera para esencias cerca del pueblo.
Los aspectos etnográficos se concentran en la bodega, con una serie de tinajas enterradas para almacenar vino, paneles explicativos sobre el cultivo de la vid y la producción artesanal del vino, y una selección de útiles tradicionales en la agricultura que hace decenas de años dejaron de emplearse.
Otra sala se ha dedicado a la artesanía textil con un telar que todavía funciona si lo maneja un experto, y paneles gráficos e interactivos dedicados al tejido de las jarapas, las esteras y todo lo relacionado con este tipo de actividad.
Entre los documentos históricos que se reproducen está el privilegio de Fernando IV, de 1299, en el que se otorga al Concejo de Lorca los castillos de Alhama, Caristón, Calenque, Ugéjar, Amir, Nogalte, Puentes, Celda y Coy.